# Triple opresión
Triple opresión hace referencia a una teoría desarrollada por los socialistas negros de EE. UU. como Claudia Jones. La teoría establece que existe una conexión entre varios tipos de opresión, específicamente entre el clasismo, el racismo y el sexismo. Defiende la destrucción simultánea de los tres tipos para superar la opresión existente.
Como ejemplo de triple opresión, se puede considerar una fábrica en la que trabajan mujeres y hombres de varias etnias. Si los trabajadores mantienen actitudes racistas y sexistas, la teoría dice que serán incapaces de mantenerse unidos para obtener mejores condiciones laborales ya que se encuentran paralizados por estas actitudes.